# Макаров, Владимир Александрович
Владимир Александрович Макаров (12 января 1919, Чуфарово, Карсунского уезда Симбирской губернии (ныне рабочий посёлок Вешкаймского района Ульяновской области) — 28 апреля 2006 года, Москва) — советский военачальник, генерал-полковник (1975). Депутат Верховного Совета УССР 7-го созыва.

## Биография
Владимир Александрович Макаров родился 12 января 1919 г. в с. Чуфарово, Карсунского уезда Симбирской губернии (ныне рабочий посёлок Вешкаймского района Ульяновской области). После окончания школы работал на ж/д станции Ульяновск II.
Образование высшее военное — окончил Ульяновское танковое училище. Член ВКП(б).
В Красной Армии с августа 1937 года.
Участник Великой Отечественной войны с августа 1943 года, воевал в должности командира роты танков Т-34 44-го гвардейского танкового полка 8-й гвардейской механизированной бригады. Боевое крещение принял в Белгородско-Харьковской наступательной операции в августе 1943 года. Гвардии старший лейтенант Владимир Макаров отличился в своих самых первых боях, при прорыве немецкой обороны в районе сёл Братское и Шаблёное Сумской области. При атаке немецких позиций хорошо взаимодействовал с пехотой и артиллерией, а затем отлично действовал в расположении противника: лично подбил 2 орудия, 3 миномёта, 1 бензоцистерну и 1 легковой автомобиль. Когда его танк был подбит, вынес из горящего танка тяжело раненого члена экипажа и затем отстреливался от пытавшихся захватить его немецких солдат. Был ранен и сам при этом, но когда подоспело подкрепление, пересел в исправный танк и продолжал бой до завершение разгрома противника. Награждён за этот подвиг орденом Красной Звезды 9 сентября 1943 года.
Не заставила себя долго ждать и вторая награда: в ходе форсирования Днепра он первым в полку переправил свои танки на плацдарм на правый берег Днепра и вступил там в бой. При поддержке его танков пехотинцы освободили села Селище и Студенец, а затем отбили 5 немецких контратак. При этом были уничтожены 3 танка и до 100 человек пехоты противника. Был награждён орденом Отечественной войны 2-й степени 30 октября 1943 года.
В дальнейшем до марта 1944 года продолжал воевать в 8-й гвардейской механизированной бригаде на Воронежском и 1-м Украинском фронтах. А затем был отозван с фронта и направлен в Войско Польское. Уже в его рядах в июне 1944 года прибыл на 1-й Белорусский фронт и в нём воевал до Победы (позднее его бригада была включена в состав 2-й армии Войска Польского и передана на 1-й Украинский фронт). Весной 1945 года майор В. А. Макаров был начальником штаба 16-й отдельной танковой бригады. За личную храбрость и умелое командование в ходе Берлинской наступательной операции награждён орденом Красного Знамени 9 июня 1945 года. Также был награждён польской медалью «Заслуженным на поле Славы».
С марта 1959 года командовал 11-й гвардейской танковой дивизией в Группе советских войск в Германии. С января 1963 — начальник штаба — первый заместитель командующего 20-й гвардейской армии (ГСВГ). С 1965 года — начальник штаба 38-й армии Прикарпатского военного округа.
В июле 1966 — июне 1969 года — командующий 6-й гвардейской танковой армии Киевского военного округа.
В июне 1969 — июле 1972 — первый заместитель командующего войсками Белорусским военным округом.
В июле 1972 — ноябрь 1974 года — главный советский военный советник в Сирийской Арабской Республике.
В ноябре 1974 — октябре 1980 года — начальник Главного управления военно-учебных заведений Вооруженных Сил СССР.
Потом — в отставке. Жил в городе Москве, где и умер. Похоронен на Кунцевском кладбище.

## Звания
- генерал-майор танковых войск (9.05.1961)
- генерал-лейтенант танковых войск  (23.02.1967)
- генерал-полковник (25.04.1975)